# Reichszentrale für Heimatdienst

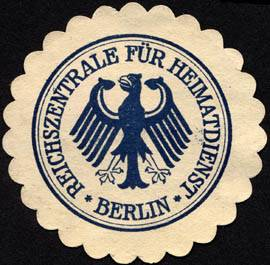
Das Siegel der Reichszentrale für Heimatdienst.

Die Reichszentrale für Heimatdienst (RfH) war eine zwischen 1918 und 1933 bestehende Informations- und Bildungsbehörde der Weimarer Republik. Sie ist im Prinzip vergleichbar mit der seit 1963 in der Bundesrepublik bestehenden Bundeszentrale für Politische Bildung, die zur Zeit ihrer Gründung 1952 den Namen „Bundeszentrale für den Heimatdienst“ trug.

## Hintergrund des Begriffs „Heimatdienst“
Wie Johannes Karl Richter (* 1926; ab 1963 Leiter der Landeszentrale für politische Bildungsarbeit) in seiner an der FU Berlin erarbeiteten Dissertation über die RfH aus dem Jahr 1963 ausführt, ist der Name Heimatdienst später vielfach Gegenstand von Missdeutungen und falschen Vermutungen gewesen. Ausdrücklich vermerkt er, dass die gelegentliche Herleitung des Namens Heimatdienst „aus dem Bereich der Heimatkunde […] nicht haltbar sei.“
Stattdessen müsse man die Ursprünge der Behörde in der Zeit des Ersten Weltkriegs vor Augen haben, in der sich diese Einrichtung mit dem Wortteil „Heimat“ von der Aufklärungsarbeit an der Front – die von militärischen Stellen wahrgenommen wurde – abgrenzen wollte. Nach dem Krieg sei die Bezeichnung Heimat beibehalten worden, um die Zuständigkeit der Behörde für die Informationsarbeit im Inland – im Gegensatz zur deutschen Informations-/Propagandaarbeit im Ausland, die das Auswärtige Amt erledigte – kenntlich zu machen.
Der Namensbestandteil „Dienst“ sei im Sinne von „Aufklärung“ oder „Information/Informierung“ zu verstehen und stehe in der Tradition des deutschen Presse- und Propagandavokabulars, in der das Wort „Dienst“ bereits zu Beginn des Ersten Weltkriegs für Einrichtungen mit propagandistischen Zwecken nachweisbar sei: So sei z. B. bereits im Oktober 1914 eine Zentrale für Auslandsdienst für die Zwecke der Auslandspropaganda des Deutschen Reiches gegründet worden.
Der Name Reichszentrale für Heimatdienst wäre somit etwa als „Reichszentrale für Inlandspropaganda“ oder „Reichszentrale für politische Aufklärungsarbeit/Bildung im Inland“ zu verstehen.

## Aufgaben
Nach knapp dreijährigen Bestehen definierte die Reichsregierung die Aufgaben der RfH am 5. Juli 1921 wie folgt:
1. Die Einrichtung dient der sachlichen Aufklärung über außenpolitische,  wirtschaftspolitische, soziale und kulturelle Fragen, und zwar nicht im Geiste einzelner Parteien, sondern vom Standpunkte des Staatsganzen;
2. Die Reichsregierung wird einen parlamentarischen Beirat berufen;
3. unter den Berufsarbeitern und Vertrauensmännern sollen die im parlamentarischen Beirat vertretenen Gruppen entsprechend ihrer Bedeutung im Volksleben vertreten sein.

## Organisation
Die Räumlichkeiten der Reichszentrale für Heimatdienst befanden sich in Berlin, Ecke Wilhelmstraße und Prinz-Albrecht-Straße. Organisatorisch war die Behörde zunächst der Pressestelle der Reichsregierung unterstellt, bevor sie zum 1. April 1927 – auch etatmäßig – der Reichskanzlei eingegliedert wurde. Zum 17. September 1932 wurde die RfH dann erneut dem Pressechef der Reichsregierung unterstellt.
Als Leiter der RfH fungierte während der ganzen Zeit ihres Bestehens Richard Strahl. In der Anfangsphase der Behörde wuchs der Personalbestand der Zentral auf bis zu 131 Mitarbeiter und der der Landesabteilungen auf 250 an. In den Jahren 1920 und 1921 wurde der Apparat der Zentrale auf 87 und der der Landesstellen auf 165 Personen verkleinert.
Bekannte Mitarbeiter der RfH waren neben Strahl sein Stellvertreter Ziegler, Professor Roloff sowie die Abteilungsleiter Barth, Drege und Horwitz.

## Geschichte

### Gründung und Anfangsphase (1918–1921)
Die Wurzeln der Reichszentrale für Heimatdienst reichten in die Zeit des Ersten Weltkriegs zurück. Angesichts der erheblichen Überlegenheit der deutschen Kriegsgegner hinsichtlich der propagandistischen Kriegsführung begann der Direktor der Nachrichtenabteilung des Auswärtigen Amtes, Ministerialdirektor Erhard Deutelmoser, sich im Winter 1917/18 mit Plänen für eine zivile Aufklärungsstelle zu befassen.
Am 1. März 1918 nahm daraufhin mit Zustimmung des damaligen Vizekanzlers Friedrich von Payer die Zentralstelle für Heimataufklärung (ZfH) unter der Leitung Deutelmosers ihre Arbeit auf, wobei die deutsche Bevölkerung im Sinne der Kriegspolitik der deutschen Staatsführung beeinflusst werden sollte. Im Laufe des Sommers 1918 setzte sich allmählich die Bezeichnung Zentrale für Heimatdienst anstelle des ursprünglichen Namens durch.
Im Zuge des Umbaus der Reichsregierung im Oktober 1918 wurde die ZfH dem Staatssekretär Matthias Erzberger unterstellt, der sie während der Novemberrevolution im Sinne der nun de facto von Friedrich Ebert geführten Reichsregierung arbeiten ließ: So druckte die ZfH am 9. November 1918 – dem Tag des deutschen Zusammenbruchs im Ersten Weltkrieg und dem Sturz der Hohenzollermonarchie – Aufrufplakate im Geiste der von Ebert vertretenen Politik und schlug diese in Berlin an.
Auf Beschluss des seit der Novemberrevolution als Übergangsregierung fungierenden Rates der Volksbeauftragten wurde die ZfH in der zweiten Novemberhälfte 1918 dem Volksbeauftragten Philipp Scheidemann unterstellt. Von Dezember 1918 bis Januar 1919 war die ZfH hauptsächlich mit der Propaganda (Rednerschulung, Plakataktionen usw.) für den Rat der Volksbeauftragten bzw. gegen den ein Räte-System anstrebenden Spartakusbund beauftragt. Der Schwerpunkt ihrer Tätigkeit lag dabei im Berliner Raum.
Im November 1919 gab der Chef der Reichskanzlei schließlich bekannt, dass die Behörde fortan unter der Bezeichnung Reichszentrale für Heimatdienst (RfH) arbeiten würde. Am 1. Januar 1920 wurde die Organisation des RfH durch die Gründung des Deutschen Zentralverlags vervollständigt, der fortan die Betreuung ihrer Publikationen übernahm. Der Zentralverlag war als Firma des privaten Rechts Eigentum der RfH und hierarchisch dieser unterstellt. Gleiches galt für den 1922 als Ableger gegründeten Deutschen Lichtbilddienst.
Nach einer umfangreichen Debatte im Reichstag definierte die Reichsregierung am 5. Juli 1921 offiziell die Aufgaben der RfH als Behörde, die im Kern bis 1933 Bestand haben sollten (siehe Abschnitt „Aufgaben“). Zu diesem Zweck finanzierte die RfH zahlreiche Vorträge von mehr oder weniger prominenten Rednern (u. a. Theodor Heuss) und andere öffentliche Veranstaltungen, bei denen für die Politik der jeweiligen Reichsregierung geworben wurde. Seit dem 1. August 1920 gab die RfH zudem die zweimal monatlich erscheinende Zeitschrift Heimatdienst heraus, die als offizielles Organ der RfH publizistische Aufklärungsarbeit im Sinne der Weimarer Republik betrieb.

### Auflösung und Abwicklung (1933)

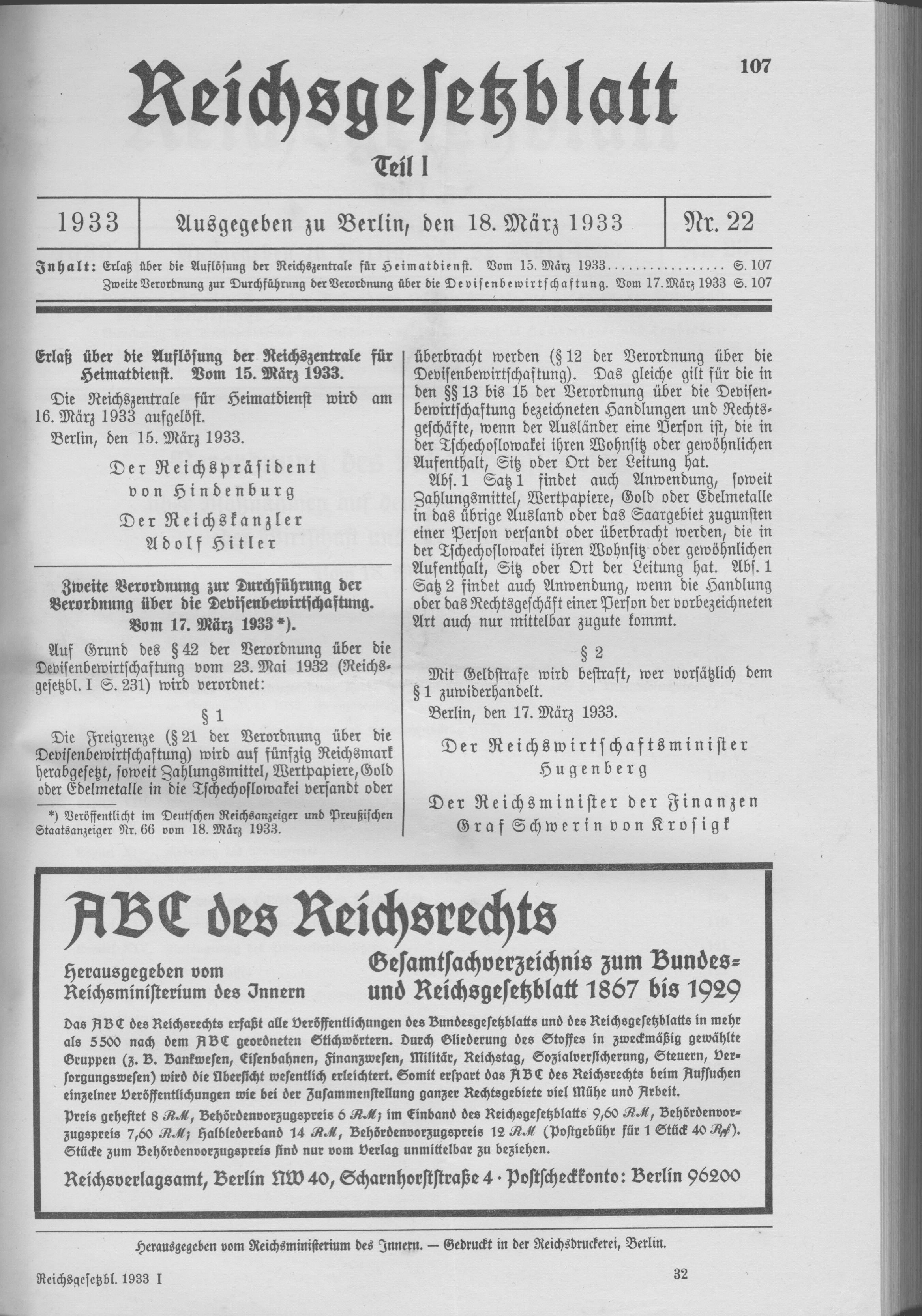
Erlass über die Auflösung der Reichszentrale für Heimatdienst vom 15. März 1933

Am 15. März 1933, wenige Monate nach der Machtergreifung der Nationalsozialisten, wurde die Reichszentrale für Heimatdienst durch einen Erlass des Reichspräsidenten mit Wirkung zum 16. März 1933 aufgelöst. Die Zuständigkeiten der RfH – wie auch die des am selben Tag aufgelösten Amtes des Reichskulturwartes – wurden dem neu gegründeten Reichsministerium für Volksaufklärung und Propaganda unter Joseph Goebbels übertragen.
Die Abwicklung des organisatorischen Apparates der RfH wurde im Sommer 1933 von dem bisherigen stellvertretenden Leiter der RfH, Wilhelm Ziegler, durchgeführt, der anschließend als Referent ins Propagandaministerium übernommen wurde, wie auch die Mitarbeiter Barth und Schrötter. Alle anderen Mitarbeiter wurden zunächst zwangsbeurlaubt und später entlassen. Die ehemaligen Landesstellen des RfH wurden derweil durch die Reichspropagandaämter ersetzt, die auch deren Inventar übernahmen.